# Час у Мексиці

Годинні пояси Мексики з 2022 року

На території Мексики використовується час чотирьох поясів: північно-західний час (UTC-8), тихоокеанський час UTC-7) центральний час (UTC-6) та південно-східний час (UTC-5). Межі між часовими поясами проходять здебільшого по кордонах штатів (винятками є штати Наяріт і Чіуауа). 
Сезонні зміни часу відсутні майже на всій території, за винятком 30 прикордонних зі США муніципалітетів штатів Коауїла, Нуево-Леон, Тамауліпас та Чіуауа, а також повністю штату Баха-Каліфорнія, де літній час вводиться на період з другої неділі березня до першої неділі листопада. До 2022 року включно на більшій частині території країни вводився літній час щороку з першої неділі квітня до останньої неділі жовтня. 

## Правове регулювання
Питання обчислення часу у Мексиці регулюється "Законом про часові пояси у Мексиканських Сполучених Штатах", прийнятим 28 жовтня 2022 року, що набув чинності 30 жовтня 2022 року зі змінами від 24 листопада 2022 року. Цим законом на більшій частині території країни скасовано сезонні зміни часу та визначено порядок зміни системи відліку часу штатів і муніципалітетів. З моменту набуття чинності нового закону припинилася дія «Закону про систему часу у Мексиканських Сполучених Штатах», прийнятого Національним Конґресом (парламентом) 28 грудня 2001 року, зі змінами та доповненнями.
Відповідно до законодавства, існують такі часові пояси Мексики:
- центральний (Zona Centro), базований на меридіані 90° з. д. (UTC-6) - більшість штатів - відповідає центральному часу Північної Америки
- тихоокеанський (Zona Pacifico), базований на меридіані 105° з. д. (UTC-7) - Баха-Каліфорнія-Сур,Сіналоа і Наярит - відповідає гірському часу Північної Америки
- північно-західний (Zona Noroeste), базований на меридіані 120° з. д. (UTC-8) - Баха-Каліфорнія - відповідає тихоокеанському часу Північної Америки
- південно-східний (Zona Sureste), базований на меридіані 75° з. д. (UTC-5) і доданий у 2015 році - у штаті Кінтана-Роо - відповідає східному часу Північної Америки.

Щодо островів біля західного узбережжя зазначено, що час там відповідає географічному розташуванню.
Попередні закони, що регулювали час у Мексиці, містили інші назви часових поясів. Так, у 1930-х роках центральним часом називався UTC-7, а UTC-6 був "часом Затоки" (Hora del Golfo), оскільки його використовували тільки прилеглі до Мексиканської затоки штати, у той час як решта країни, включно зі столицею Мехіко використовували UTC-7.

## Розташування території Мексики відносно міжнародної системи часових поясів
Крайні точки території Мексики:
- західна 118°26' W (скеля Елефант на острові Гвадалупе), довгота в одиницях часу -07:53:44
- східна 86°42' W (південно-східний край острова Ісла-Мухерес), довгота в одиницях часу -05:46:48

Відповідно, протяжність території по довготі складає 31°44', або 2 години 6 хвилин 56 секунд. Проте територія країни географічно знаходиться в трьох часових поясах — з шістнадцятого до вісімнадцятого включно.

## Стандартний час
Стандартний час у Мексиці в цілому враховує географічне розташування країни, однак на значній частині території час зрушений на годину вперед відносно поясного часу.
| Штати | Географічний часовий пояс | Стандартний час | Літній час          |
| --- | ------------------------- | --------------- | ------------------- |
| Баха-Каліфорнія (острів Гвадалупе) Коліма (острів Кларіон) | 16                        | UTC-8           | не використовується |
| Баха-Каліфорнія (континентальна частина) | 16                        | UTC-8           | UTC-7               |
| Баха-Каліфорнія-Сур Сіналоа Наярит (без муніципалітету Баія-де-Бандерас) Сонора Коліма (острови Ревільяхіхедо, крім Кларіона)) | 17                        | UTC-7           | не використовується |
| Чіуауа (муніципалітети Янос, Асенсьйон, Хуарес, Пракседіс-Герреро і Гвадалупе) | 17                        | UTC-7           | UTC-6               |
| Чіуауа (більша частина) Наярит (муніципалітет Баія-де-Бандерас) Дуранго Коауїла (більша частина) Халіско Коліма (континентальна частина) Сакатекас Агуаскальєнтес Мічоакан Гуанахуато Сан-Луїс-Потосі Нуево-Леон (більша частина) Тамауліпас(більша частина) Керетаро Ідальґо Мехіко Морелос Пуебла Герреро Тлашкала Місто Мехіко                                                            | 17                        | UTC-6           | не використовується |
| Коауїла (муніципалітети Акунья, Альєнде, Герреро, Ідальго, Хіменес, Морелос, Нава, Окампо, П'єдрас-Неграс, Вілла-Уніон, Сарагоса) Нуево-Леон (муніципалітет Анауак) Тамауліпас (муніципалітети Нуево Ларедо, Герреро, Міер, Мігель Алеман, Камарго, Густаво Діас Ордас, Рейноса, Ріо-Браво, Валле-Ермосо, Матаморос) Чіуауа (муніципалітети Кояме-дель-Сотоль, Охінага та Мануель Бенавідес) | 17                        | UTC-6           | UTC-5               |
| Веракрус Оахака Табаско Чіапас Кампече Юкатан | 18                        | UTC-6           | не використовується |
| Кінтана-Роо | 18                        | UTC-5           | не використовується |

## Літній час

### Території
Після змін 2022 року використання літнього часу у Мексиці обмежене прикордонними зі США муніципалітетами штатів Коауїла (Акунья, Альєнде, Герреро, Ідальго, Хіменес, Морелос, Нава, Окампо, П'єдрас-Неграс, Вілла-Уніон, Сарагоса), Нуево-Леон (Анауак), Тамауліпас (Нуево Ларедо, Герреро, Міер, Мігель Алеман, Камарго, Густаво Діас Ордас, Рейноса, Ріо-Браво, Валле-Ермосо, Матаморос), Чіуауа (Асенсьйон, Гвадалупе, Кояме-дель-Сотоль, Мануель Бенавідес, Охінага, Пракседіс-Ґерреро, Хуарес, Янос), а також штатом Баха-Каліфорнія (за винятком островів). На решті території країни, включаючи столицю країни Мехіко, використання літнього часу припинено після 2022 року (відповідний закон набув чинності у день скасування літнього часу 2022 року). Літній час не вводився у штатах Сонора (з 1999 року; через кліматичні особливості, також межує зі штатом Аризона Сполучених Штатів Америки, де так само не використовується літній час) і Кінтана-Роо (змінено стандартний час 1 лютого 2015 року на годину вперед з метою сприяння туризму, після чого сезонні зміни часу відсутні) і ніколи на островах неподалік західного узбережжя, віднесених до штатів Баха Каліфорнія і Коліма. Перелік прикордонних муніципалітетів, де діяв відмінний від основної частини країни порядок обчислення часу, з 2010 по 2022 року був іншим, і включав: у штаті Баха-Каліфорнія — всі муніципалітети, у штаті Чіуауа — Асенсьйон, Хуарес, Кояме-дель-Сотоль, Ґвадалупе, Ханос, Мануель Бенавідес, Охінага, Прахедіс-Ґерреро, у штаті Коауїла — Акунья, Герреро, Ідальго, Хіменес, Нава, Окампо, П'єдрас-Неграс, у штаті Нуево-Леон — Анауак, у штаті Тамауліпас — Нуево Ларедо, Герреро, Міер, Мігель Алеман, Камарго, Густаво Діас Ордас, Рейноса, Ріо-Браво, Матаморос.

### Терміни
На територіях, де практика сезонних змін часу збережеться після 2022 року, літній час вводиться о 2 годині другої неділі березня (2:00 → 3:00), скасовується о 2 годині першої неділі листопада (2:00 → 1:00), діючи, відповідно, протягом 34 тижнів. Такий порядок обчислення часу діє тут з 2010 року, коли його прийнято для сприяння економічних зв'язків відповідних муніципалітетів з сусідніми округами США. У той же час решта країни вводила літній час першої неділі квітня (2:00 → 3:00) і скасовувала останньої неділі жовтня (2:00 → 1:00), тобто 29 або 30 тижнів. До 2007 року це був єдиний графік літнього часу для всіх територій Північної Америки, які практикували сезонні зміни часу (крім Куби, яка цей перехід здійснює на дві години раніше), але з 2007 року його дотримувалися лише в Мексиці.

## Історія часових поясів Мексики
Поясний час на території Мексики введено 1 січня 1922 року. Територія країни поділена на два часові пояси, базовані на меридіанах 105° і 90° західної довготи. Перший (UTC-7) включав усі штати і території від Нижньої Каліфорнії до Веракруса і Оахаки включно, до UTC-6 належали східні штати, починаючи від Табаско і Кампече. Документ також унормував добовий відлік часу - від 0 до 24 години з прийняттям півночі як точки відліку.
Початковий поділ на часові пояси майже точно відповідав географічному розташуванню штатів і федеральних територій, за винятком Веракруса і Оахаки (більшою частиною лежать у 18-му поясі (UTC-6), та значної частини Території Нижня Каліфорнія (16-й пояс). 1 січня 1924 року це було виправлено: Північний округ Нижньої Каліфорнії (відповідає сучасному штату Баха-Каліфорнія) переведений на UTC-8, а Веракрус і Оахака - на UTC-6. Часові пояси отримали назви: UTC-7 - центральний час, UTC-6 - східний час.
У зв'язку з енергетичною кризою у 1927 році (відповідно до указу від 9 червня) штати і території у поясах UTC-8 і UTC-7 змінили час на годину вперед - до UTC-7 і UTC-6 відповідно. 15 листопада 1930 цю зміну було скасовано. Винятком став штат Тамауліпас, який залишився на UTC-6. Назви часових поясів були змінені: UTC-6 став часом Затоки (Hora del Golfo, скорочено H. del G.), UTC-7 залишився центральним часом (Hora del Centro, H. del C.), UTC-8 отримав назву західний час (Hora del Oeste, H. del O.).
У 1931 році вперше введено літній час. Як і у випадку 1927 року, його введення відбувалося тільки у поясах UTC-8 і UTC-7 (західний і центральний), а метою оголошено використання більшої частини світлого часу доби у літній сезон і водночас уникнення темних ранків узимку. Літній час вводився опівночі 1 квітня, скасовувався о 24 годині 30 вересня (тобто в ніч на 1 жовтня). Але вже навесні наступного року центральний час і час Затоки були об'єднані під єдиною назвою - центральний час, і він став відповідати UTC-6. Таким чином, майже на всій території Мексики став діяти єдиний час, а винятком був Північний округ Нижньої Каліфорнії, який відставав на дві години.
У квітні 1942 року час Північного округу Нижньої Каліфорнії зміщено на годину вперед, а Південного округу, штатів Сонора, Сіналоа і Наяріт - на годину назад. Таким чином утворився північно-західний час (Hora del Noroeste), що відповідав UTC-7. З листопада 1945 року Північний округ став використовувати UTC-8, але у квітні 1948 знову перейшов на UTC-7. Ця територія (з 1952 - штат Баха-Каліфорнія) географічно й історично тісно пов'язана зі штатом Каліфорнія (США), який до 1840-х років був частиною мексиканської території Верхня (Альта) Каліфорнія, тож час тут встановлювався з огляду на час у північних сусідів. У січні 1949 року повернуто UTC-8, а надалі протягом десятиліть Баха-Каліфорнія стала єдиним штатом, який використовував літній час (з 1976 - щороку) - від останньої неділі квітня до останньої неділі жовтня (до 1960 - вересня). Водночас, існують дані про переведення штатів Баха-Каліфорнія-Сур, Наяріт, Сіналоа та Сонора у січні 1949 теж на UTC-8, і повернення назад на UTC-7 на межі 1969-1970 років.
Відповідно до указу від 21 грудня 1981 року вперше на території Мексики став використовуватися час, базований на 75° меридіані західної довготи, тобто UTC-5. Він вводився на території штатів Кампече, Юкатан і Кінтана-Роо. Та вже 2 листопада 1982 року штати Юкатан і Кампече повернулися до використання UTC-6. На UTC-5 залишився тільки штат Кінтана-Роо.
У 1988 році у штатах Коауїла, Дуранґо, Нуево-Леон, Тамауліпас вводився літній час. Президентським указом його терміни визначені як перша неділя квітня - остання неділя жовтня. Спочатку це було визначено як експеримент. У 1989 році 23 березня оприлюднено указ про продовження використання літнього часу у подальшому, але лише у штатах Нуево-Леон і Тамауліпас, і від першої неділі квітня до останньої неділі вересня щороку, але вже 29 березня, за чотири дні до планованої дати введення літнього часу, видано указ про скасування сезонних змін у зв'язку з тим, що опитування громадської думки у штаті Нуево-Леон показало, що більшість мешканців проти, а літній час в одному штаті не призведе до економії електроенергії.
29 грудня 1995 видано указ про встановлення сезонного розкладу у Мексиканських Сполучених Штатах (опубліковано 4 січня 1996, набув чинності наступного дня). Відповідно до нього, територія країни поділялася на три часових пояси - перший (UTC-6), другий (UTC-7) і третій (UTC-8), а з першої неділі квітня до останньої неділі жовтня на всій території країни вводився літній час, відповідно UTC-5, UTC-6, UTC-7. Виходячи з цього, штат Кінтана-Роо мав змінити свій часовий пояс 5 січня 1996 на UTC-6. 
10 серпня 1997 вийшов указ, який скасовував поділ на три пояси і вводив поділ на чотири пояси: перший (UTC-5), другий (UTC-6), третій (UTC-7) і четвертий (UTC-8) та відповідним зміщенням у період дії літнього часу (перший (UTC-4), другий (UTC-5), третій (UTC-6) і четвертий (UTC-7). Штат Кінтана-Роо мав перейти у перший пояс 26 жовтня 1997 року, а штат Чіуауа у третій пояс - 5 квітня 1998 року. За новим для Мексики часовим поясом UTC-4 мешканці найсхіднішого штату прожили менше чотирьох місяців, адже 2 серпня 1998 року годинники були переведені там на годину назад відповідно до указу від 30 липня. З 1999 року від використання літнього часу звільнений штат Сонора.
Для значної частини території Мексики літній час вже на дві години випереджав встановлений початково. Це призводило до надзвичайно пізніх світанків у квітні та жовтні, тож у 2001 році як тест було скорочено період дії літнього часу - від першої неділі травня до останньої неділі вересня. Попри те, що центр і південь країни висловилися за продовження цього розкладу, парламент визначив це як питання федерального значення і продовжив з 2002 року попередній розклад з квітня по жовтень, якому були прихильні північні штати. Після зміни розкладу у США (друга неділя березня - перша неділя листопада) депутати від північних штатів стали вимагати аналогічного кроку для всієї Мексики, однак цього разу Конгрес підтримав південні штати. Зрештою, графік США у 2010 році прийняли муніципалітети 4 штатів вздовж кордону та цілком штат Баха-Каліфорнія.
1 лютого 2015 року у найсхіднішому штаті - Кінтана-Роо - знову введено час UTC-5, без сезонних змін часу. Це було зроблено з огляду на туризм, щоб мати єдиний час зі східним узбережжям США та країнами Карибського басейну.
Сезонні зміни часу на території Мексики (за винятком прикордонних муніципалітетів, перелік яких зазнав змін) припинено з 30 жовтня 2022 року. При цьому штат Чіуауа повернувся на UTC-6. 30 листопада 2022 року набули чинності зміни до закону, відповідно до яких 8 північних муніципалітетів штату Чіуауа продовжать і надалі вводити літній час, як і інші прикордонні зі США муніципалітети. При цьому 5 із них повернулися до тихоокеанського часу (UTC-7), продовживши порядок обчислення часу, що діяв тут до 30 жовтня.

### Таблиці

#### Зміни стандартного часу у Мексиці
| Дата              | Території                                                                      | зміни часу              |
| ----------------- | ------------------------------------------------------------------------------ | ----------------------- |
| 1 січня 1922      | більша частина                                                                 | сонячний час → UTC-7:00 |
| 1 січня 1922      | східні штати                                                                   | сонячний час → UTC-6:00 |
| 1 січня 1924      | Баха-Каліфорнія                                                                | UTC-7:00 → UTC-8:00     |
| 1 січня 1924      | Веракрус, Оахака                                                               | UTC-7:00 → UTC-6:00     |
| 10 червня 1927    | Баха-Каліфорнія                                                                | UTC-8:00 → UTC-7:00     |
| 10 червня 1927    | більша частина                                                                 | UTC-7:00 → UTC-6:00     |
| 15 листопада 1930 | Баха-Каліфорнія                                                                | UTC-7:00 → UTC-8:00     |
| 15 листопада 1930 | більша частина (штати і території, які змінили час у 1927, без Тамауліпасу)    | UTC-6:00 → UTC-7:00     |
| 1 квітня 1932     | більша частина                                                                 | UTC-7:00 → UTC-6:00     |
| 24 квітня 1942    | Баха-Каліфорнія                                                                | UTC-8:00 → UTC-7:00     |
| 24 квітня 1942    | Баха-Каліфорнія-Сур, Сонора, Сіналоа, Наяріт                                   | UTC-6:00 → UTC-7:00     |
| 12 листопада 1945 | Баха-Каліфорнія                                                                | UTC-7:00 → UTC-8:00     |
| 5 квітня 1948     | Баха-Каліфорнія                                                                | UTC-8:00 → UTC-7:00     |
| 14 січня 1949     | Баха-Каліфорнія                                                                | UTC-7:00 → UTC-6:00     |
| 23 грудня 1981    | Кампече, Юкатан, Кінтана-Роо                                                   | UTC-6:00 → UTC-5:00     |
| 2 листопада 1982  | Кампече, Юкатан                                                                | UTC-5:00 → UTC-6:00     |
| 5 січня 1996      | Кінтана-Роо                                                                    | UTC-5:00 → UTC-6:00     |
| 26 жовтня 1997    | Кінтана-Роо                                                                    | UTC-6:00 → UTC-5:00     |
| 5 квітня 1998     | Чіуауа                                                                         | UTC-6:00 → UTC-7:00     |
| 2 серпня 1998     | Кінтана-Роо                                                                    | UTC-5:00 → UTC-6:00     |
| 4 квітня 2010     | Наяріт (муніципалітет Баія-Бандерас                                            | UTC-7:00 → UTC-6:00     |
| 1 лютого 2015     | Кінтана-Роо                                                                    | UTC-6:00 → UTC-5:00     |
| 30 жовтня 2022    | Чіуауа                                                                         | UTC-7:00 → UTC-6:00     |
| 30 листопада 2022 | Чіуауа (муніципалітети Янос, Асенсьйон, Хуарес, Пракседіс-Ґерреро і Гвадалупе) | UTC-6:00 → UTC-7:00     |

#### Періоди дії літнього часу
| Рік, період | Літній час діяв                                | Примітка                                                         |
| ----------- | ---------------------------------------------- | ---------------------------------------------------------------- |
| 1931        | 1 квітня, 00:00 — 30 вересня, 24:00            | Крім територій за часом Затоки                                   |
| 1954 — 1960 | остання неділя квітня — остання неділя вересня | тільки Баха-Каліфорнія                                           |
| 1976 — 1987 | остання неділя квітня — остання неділя жовтня  | тільки Баха-Каліфорнія                                           |
| 1988        | перша неділя квітня — остання неділя жовтня    | тільки Баха-Каліфорнія, Коауїла, Дуранґо, Нуево-Леон, Тамаліупас |
| 1989 — 1995 | перша неділя квітня — остання неділя жовтня    | тільки Баха-Каліфорнія                                           |
| 1996 — 1998 | перша неділя квітня — остання неділя жовтня    | вся територія                                                    |
| 1999 — 2000 | перша неділя квітня — остання неділя жовтня    | крім Сонори                                                      |
| 2001        | перша неділя травня — остання неділя вересня   | крім Сонори та Баха-Каліфорнії                                   |
| 2001        | перша неділя квітня — остання неділя жовтня    | Баха-Каліфорнія                                                  |
| 2002 — 2009 | перша неділя квітня — остання неділя жовтня    | крім Сонори                                                      |
| 2010 — 2014 | перша неділя квітня — остання неділя жовтня    | крім Сонори, північних муніципалітетів                           |
| 2010 — 2014 | друга неділя березня — перша неділя листопада  | північні муніципалітети                                          |
| 2015 — 2022 | перша неділя квітня — остання неділя жовтня    | крім Сонори, Кінтана-Роо, північних муніципалітетів              |
| 2015 — 2022 | друга неділя березня — перша неділя листопада  | північні муніципалітети                                          |
| з 2023      | друга неділя березня — перша неділя листопада  | північні муніципалітети                                          |

#### Території Мексики з історичною чи сучасною різницею в часі
У таблиці показані всі території, що мали унікальну історію обчислення часу на кшталт окремої зміни часового поясу чи введення літнього часу. Частково цю ідею втілює tz database, що теж зазначено в таблиці.
| Території | Місто-приклад   | історія змін | відповідник у tz database |
| --- | --------------- | --- | ------------------------- |
| Аґуаскальєнтес, Ґерреро, Ґуанахуато, Ідальґо, Керетаро, Коліма, Мехіко, Мічоакан, Морелос, Пуебла, Сакатекас, Сан-Луїс-Потосі, Тлашкала, Місто Мехіко | Мехіко          | початкова зона з часом UTC-7 (центральний час), з 1927 по 1930 на UTC-6, 1930 - 1932 знову на UTC-7, з використанням літнього часу у 1931, від 1932 на UTC-6 (центральний час). Літній час у 1996-2022.                                         | America/Mexico_City       |
| Табаско, Чіапас | Вільяермоса     | початкова зона з часом UTC-6 (східний час). Зміщення від UTC ніколи не змінювалося, назва часового поясу змінювалася у 1927 (центральний час), 1930 (час Затоки), 1932 (центральний час). Літній час тільки у 1996-2022                         | -                         |
| Баха-Каліфорнія | Тіхуана         | Спочатку у зоні Мехіко, у 1924 переведено на UTC-8 (західний час, північно-західний час). Неодноразові повернення до UTC-7:00 і назад, введення літнього часу, безперервно з 1976. З 2010 за графіком Північної Америки, продовжено після 2022. | America/Tijuana           |
| Веракрус, Оахака | Халапа          | Спочатку у зоні Мехіко, у 1924 році переведено на UTC-6, після чого однаково з Вільяермоса | -                         |
| Тамауліпас (більша частина) | Сьюдад-Вікторія | До 1930 у зоні Мехіко, потім переведено на час Затоки, який з 1932 отримав назву центрального. Літній час у 1988, 1996-2022. | -                         |
| Баха-Каліфорнія-Сур, Сіналоа, Наяріт (більша частина)                                                                                                 | Мазатлан        | до 1942 у зоні Мехіко, після чого переведено на UTC-7. (за даними tz database, у 1949-1969 UTC-8). Літній час у 1996-2022 | America/Mazatlan          |
| Кампече, Юкатан | Меріда          | Однаково з Вільяермоса. Виняток - 1981-1982 роки, коли використовувався UTC-5. | America/Merida            |
| Кінтана-Роо | Канкун          | Однаково з Вільяермоса до 1981. У 1981-1996, 1997-1998 та з 2015 року - час UTC-5. Літній час у 1996-2014 | America/Cancun            |
| Дуранґо, Коауїла (більша частина), Нуево-Леон (більша частина)                                                                                        | Монтеррей       | від часу у Мехіко відрізняється введенням літнього часу у 1988 році. | America/Monterrey         |
| Чіуауа (більша частина) | Чіуауа          | До 1998 час збігався з Мехіко, у 1998-2022 - з Мазатланом, від 2022-10-30 на UTC-6 цілорічно | America/Chihuahua         |
| Сонора | Ермосільйо      | Збігався з часом у Мазатлані, проте літній час не використовувався з 1999 року. | America/Hermosillo        |
| Наяріт (муніципалітет Баія-Бандерас) | Баія-Бандерас   | Збігався з часом у Мазатлані, як і увесь штат Наяріт. У квітні 2010 перейшов на центральний час з використанням літнього часу | America/Bahia_Banderas    |
| Чіуауа (муніципалітети Кояме, Мануель Бенавідес, Охінага                                                                                              | Охінага         | Збігався з рештою штату, з 2010 року літній час вводиться за графіком Північної Америки, 30 жовтня 2022 року перейшли з тихоокеанського на центральний час.                                                                                     | America/Ojinaga           |
| Коауїла (муніципалітети Акунья, Герреро, Ідальго, Хіменес, Нава, Окампо, П'єдрас-Неграс), Нуево-Леон (муніципалітет Анауак)                           | Сьюдад-Акунья   | Збігався з рештою відповідних штатів, з 2010 року літній час вводиться за графіком Північної Америки. | -                         |
| Тамауліпас (муніципалітети Нуево Ларедо, Герреро, Міер, Мігель Алеман, Камарго, Густаво Діас Ордас, Рейноса, Ріо-Браво, Матаморос)                    | Матаморос       | Збігався з рештою штату, з 2010 року літній час вводиться за графіком Північної Америки. | America/Matamoros         |
| Коауїла (муніципалітети Альєнде, Морелос, Вілла-Уніон, Сарагоса)                                                                                      | Альєнде         | Збігався з основною частиною штату. Після 2022 року використання літнього часу продовжено за графіком Північної Америки. | -                         |
| Тамауліпас (муніципалітет Валле-Ермосо) | Валле-Ермосо    | Збігався з основною частиною штату. Після 2022 року використання літнього часу продовжено за графіком Північної Америки. | -                         |
| Чіуауа (муніципалітети Асенсьйон, Сьюдад-Хуарес, Ґвадалупе, Прахедіс-Герреро, Янос)                                                                   | Сьюдад-Хуарес   | Збігався з рештою штату, з 2010 року літній час вводиться за графіком Північної Америки, з 30 жовтня по 29 листопада 2022 використовувався центральний час                                                                                      | America/Ciudad_Juarez     |